# Wegberg
Wegberg è una città di 28 213 abitanti della Renania Settentrionale-Vestfalia, in Germania.
Appartiene al distretto governativo (Regierungsbezirk) di Colonia ed al circondario (Kreis) di Heinsberg (targa HS).
Wegberg si fregia del titolo di "Media città di circondario" (Mittlere kreisangehörige Stadt).